# Русько-Висоцьке
Русько-Висоцьке (фін. Vennäin Vuisakka, рос. Русско-Высоцкое) — село у Ломоносовському районі Ленінградської області Російської Федерації. Адміністративний центр Русько-Висоцького сільського поселення.
Чисельність населення станом на 2007 рік становить 5226 осіб.

## Історія
Свою назву «Высоцкое» отримало від от однойменного підмосковного села, жителі якого були переселені сюди по наказу Петра I  на початку XVIII ст. В 1770-і роки село належало графу  Г. Г. Орлову. Під час правління Павла I село було подароване полковнику Федору фон-Шацу. В 1841 році его спадкоємець продав маєток Феклі Крестовській, тому мизу інколи називали «Крестовской». В 1863-у після смерті Фекли Крестовської село перейшло, як спадщина її родичу — поміщику С. Д. Вальватьєву. Пізніше власником став його син Н. С. Вальватьєв. На карті Петергофського повіту 1898 року село Висоцьке належало до Вітінської волості. В селі було 155 будинків і проживало 906 чоловік, в основному руского населення. Можливо, тому пізніше його стали називати Руско-Висоцьке. Після революції Н. С. Вальватьєв виїхав за кордон, залишивши землі і маєток сільській комуні. В роки Громадянської війни Руско-Висоцьке опинилось під ударами військ  Юденича. Коли відновилась радянська влада, тут був організований колгосп «Завєт Ільїча». В роки Німецько-радянської війни село було окуповане німецькими військами. Під час прориву кільця блокади Ленінграда в Руско-Висоцькому зустрілись передові загони радянських військ. Після війни тут був створений радгосп. У 1968 році на території села вступила в дію птахофабрика «Русско-Висоцька» потужністю 2 млн.бройлерів на рік.

## Населення
| 1862 | 2002  | 2007  | 2010  |
| ---- | ----- | ----- | ----- |
| 586  | ↗4735 | ↗5226 | ↗5356 |